# Schlacht bei Konin
In der Schlacht bei Konin kämpfte in der Nacht vom 23. auf den 24. September 1331 ein Deutschordensheer unter Otto von Lauterberg und Dietrich von Altenburg gegen eine polnische Streitmacht unter Władysław I. Ellenlang und Wincenty z Szamotuł.

## Schlacht
Der Deutsche Orden hatte sich mit Johann von Böhmen gegen den polnischen König Władysław I. Ellenlang verbündet. Ein gemeinsamer Angriff auf das Königreich Polen war für den Herbst 1331 geplant. Bereits im Sommer 1331 drang das Ordensheer in Großpolen ein. Ein weiterer Vorstoß des Deutschen Ordens erfolgte im Herbst auf Kalisz, das ab dem 21. September 1331 belagert wurde. Nachdem der König Johann von Böhmen entgegen der Vereinbarung mit dem Deutschen Orden nicht zu diesen bei Kalisz stieß, ließen die Ordensritter von der Belagerung ab und zogen am 23. September 1331 ab. In der darauffolgenden Nacht stießen sie auf das polnische Entsatzheer, das sich am Tag zuvor vereinigt hatte, und es kam zur Schlacht bei Konin, als die Ordensritter die Stadt betreten wollten. Da aufgrund der Dunkelheit eine ordentliche Schlachtordnung nicht möglich war, zog sich Władysław I. Ellenlang zurück. Das Heer des Deutschen Ordens marschierte am folgenden Tag weiter Richtung Brześć Kujawski und wurde von der polnischen Armee verfolgt. Am 27. September 1331 kam es zur Schlacht bei Płowce, der größten Schlacht des ganzen Krieges.